# Adrenalina (programa de televisión)
Adrenalina México es un programa deportivo Mexicano, que es transmitido por la señal Imagen Televisión. En él, los comentaristas Javier Alarcón y Pablo Carrillo analizan la jornada deportiva mundial. Empezó sus transmisiones el 23 de octubre de 2016.

## Historia
El programa tiene su origen tras la incorporación de Javier Alarcón a las filas de Grupo Imagen, tras su salida de Televisa, después de ejercer como director del área deportiva de la empresa. El 2 de octubre de 2016 se viralizó la propuesta del programa[cita requerida]. Luego de su aprobación se estrenó el 23 de octubre de 2016, siendo la competencia directa de La jugada de Televisa, conducido anteriormente por Alarcón.
El 10 de octubre (tan solo siete días antes del lanzamiento de la señal de Imagen Televisión) se llevó a cabo la presentación del equipo de conductores deportivos que conformarían el programa Adrenalina como el ex-árbitro del fútbol mexicano Bonifacio Nuñez, el ex-arquero argentino y campeón del mundo Héctor Miguel Zelada, los exfutbolistas Ramón Ramírez, Jesús Ramírez y Carlos de los Cobos, así como Diana Abreu, Vero González y, por último, Pablo Carrillo, quien ha estado trabajando con Grupo Imagen por muchos años y será compañero de Alarcón en las transmisiones del fútbol mexicano.

## Presentadores
- Javier Alarcón (2016-presente)
- Pablo Carrillo (2016-presente)